# Crna kornjača
Crna kornjača (kineski: 玄武; pinjin: Xuánwǔ) je jedan od četiri simbola kineskih sazvežđa. Uprkos imena, obično je prikazana kao kornjača prepletena zajedno sa zmijom. Dalje, u istočnoazijskoj mitologiji se ne naziva ni po jednoj životinji, već je poznat pod nazivom „Crni ratnik” pod raznim lokalnim izgovorima. Na kineskom je poznat kao Sjuenvu, na japanskom Genbu, na vijetnamskom Hujen Vu i na korejskom Hieonmu ili Hiunmu. On predstavlja severnu i zimsku sezonu, pa je zato ponekad naziva i crnom kornjačom severa (kineski: 北方玄武; pinjin: Běifāng Xuánwǔ).
U Japanu je to jedan od četiri duha čuvara koji štite Kjoto, i kaže se da štiti grad na severu. Predstavlja ga svetilište Kenkun, koje se nalazi na vrhu planine Funaoka u Kjotu.
Ime stvorenja identično je imenu važnog taoističkog Boga Sjuenvu, koji je ponekad (kao u Putovanju na zapad) prikazan u društvu kornjače i zmije.

## Istorija
Tokom dinastije Han ljudi su često nosili priveske od žada koji su bili u obliku kornjača. Zbog drevnog kineskog uticaja na Japan, počasni naslovi i bedževi u Japanu takođe su se često odnosili na kornjaču.
Severne kapije kineskih palata često su nazivane po Sjuenvu. Najpoznatiji je incident na kapiji Sjuenvu, gde je Li Šimin ubio svoju braću Đenčenga i Juenjia i prigrabio vlast pučem, koji se dogodio kod severne kapije palate Tajđi, na severu Čangana.

## Legende
U drevnoj Kini se smatralo da su kornjača i zmija duhovna stvorenja koja simbolizuju dugovečnost. Fuđenski običaj gradnje grobnica u obliku kornjače možda je imao veze sa željom da se grob stavi pod uticaj Crne kornjače.

### Sjuenvu
U klasičnom romanu Putovanje na zapad, Sjuenvu je bio severni kralj koji je pod sobom imao dvojicu generala, „generala kornjača” i „generala zmija”. Ovaj bog je imao hram u planinama Vudang na Hubeju. Na suprotnim stranama reke u blizini mesta Vuhan, prestonice Hubeja, nalaze se „Planina kornjača” i „Zmijska planina”. Jedna taoistička legenda navodi da je Sjuenvu bio princ kineskog vladara, ali da nije bio zainteresovan za preuzimanje trona, već je odlučio da napusti svoje roditelje sa 16 godina i proučava taoizam. Prema legendi, na kraju je postigao božanski status i bio je poštovan kao božanstvo severnog neba.
Druge kineske legende takođe govore o tome kako su nastali „General kornjače” i „General zmija”. Tokom Sjuenvu studije za postizanje prosvetljenja i božanskog statusa, rečeno mu je da bi u potpunosti dostigao božanstvo, on mora da očisti svo ljudsko meso iz svog tela. Budući da je uvek konzumirao hranu sveta, uprkos svim naporima, stomak i creva su mu još uvek bili ljudski. Tada je došao Bog i promenio njegove organe u božanske. Jednom uklonjeni prvobitni želudac i creva postali su kornjača i zmija, respektivno. Kornjača i zmija postali su demoni i terorisali su ljude. Sad božansko biće, Sjuenvu je čuo za ovo i vratio se da nadvlada čudovišta koja je oslobodio. Međutim, kako su se zmija i kornjača pokajali, on ih nije usmrtio, već ih je pustio da se obuče pod njegovim nadzorom kako bi se iskupili za svoja nedela. Zatim su oni postali generali Kornjača i Zmija, i pomagali su Sjuenvu u njegovim nastojanjima (jedna druga legenda navodi da su smrtni organi odbačeni da postanu Vuhanske planine Kornjača i Zmija).
Prema drugom izvoru, kada je jednom Sjuenvu započeo svoje proučavanje Puta, otkrio je da mora da se očisti od svih svojih prošlih grehova da bi postao Bog. On je naučio da se to može ostvariti pranjem stomaka i creva u reci. Pranjem svojih unutrašnjih organa, njegovi gresi su se rastvarali u vodi u tamnom, crnom obliku. Oni su potom formira crnu kornjaču i zmiju koja je terorisala zemlju. Kada je Sjuenvu saznao za ovo, vratio se da ih pokori kao u prethodnoj priči.

## Sedam kuća crne kornjače
Kao i kod ostala tri simbola, unutar Crne kornjače postoji sedam astroloških „kuća” (Mesečevih položaja). Imena i odredničke zvezde su:
| Br. kuće | Ime | Pinjin | Prevod         | Odrednička zvezda |
| -------- | --- | ------ | -------------- | ----------------- |
| 8        | 斗  | Dǒu    | (južni) Medved | φ Sgr             |
| 9        | 牛  | Niú    | Vo             | β Cap             |
| 10       | 女  | Nǚ     | Devojka        | ε Aqr             |
| 11       | 虛  | Xū     | Praznina       | β Aqr             |
| 12       | 危  | Wēi    | Krov           | α Aqr             |
| 13       | 室  | Shì    | Kamp           | α Peg             |
| 14       | 壁  | Bì     | Zid            | γ Peg             |

## Literatura
- Book of Jin, volume 11–13 (晉書·天文志)
- Huainanzi, volume 3 (淮南子·天文訓)
- Chung, Saehyang P. (1990). „A Study of the Daming Palace: Documentary Sources and Recent Excavations”. Artibus Asiae. 50 (1/2): 23—72. JSTOR 3250086. doi:10.2307/3250086.
- Wechsler, Howard J. (1979). „The Founding of the T'ang Dynasty: Kao-tsu (Reign 618–26)”.  Ур.: Twitchett, Dennis. The Cambridge History of China, Volume 3: Sui and T'ang China, 589–906, Part I. Cambridge: Cambridge University Press. стр. 150—187. ISBN 978-0-521-21446-9.
- Bhat, R. B.; Wu, C. (2014). Xuan Zhang's mission to the West with Monkey King. New Delhi: Aditya Prakashan.
- Fu, James S. (1977). Mythic and Comic Aspects of the Quest. Singapore: Singapore University Press.
- Gray, Gordon; Wang, Jianfen (2019). „The Journey to the West: A Platform for Learning About China Past and Present”. Education About Asia. 24 (1).[мртва веза]
- Hsia, C.T. (1968). „The Journey to the West”. The Classic Chinese Novel. New York: Columbia University Press. стр. 115–164.
- Jenner, William John Francis (1984). „Translator's Afterword”. Journey to the West. 4 (Seventh изд.). Beijing: Foreign Languages Press. стр. 2341—2343.
- ——— (3. 2. 2016). „Journeys to the East, 'Journey to the West”. Los Angeles Review of Books.
- Kao, Karl S.Y. (октобар 1974). „An Archetypal Approach to Hsi-yu chi”. Tamkang Review. 5 (2): 63—98.
- Plaks, Andrew (1987). The Four Masterworks of the Ming Novel. Princeton: Princeton University Press. стр. 183–276. ISBN 978-0-691-06708-7.
- ——— (1994). „The Journey to the West”.  Ур.: Miller, Barbara S. Masterworks of Asian Literature in Comparative Perspective. New York: M.E. Sharpe. стр. 272—284.
- Wu, Shelly (2005). Chinese Astrology. The Career Press. ISBN 1-56414-796-7.
- Ting, Julian (2014),  占星學量子, createspace, ISBN 978-149373455-9
- 何, 丙郁 (2003), Chinese mathematical astrology : reaching out to the stars, Routledge, ISBN 0415297591.
- Levitt, Ellen Dorn (2013). Fate A Chinese Zodiac (на језику: енглески) (1st изд.). London: Center Press, John L. Norris Art Center, Lyndon Institute. стр. 1—130.
- Kistemaker, Jacob, Sun, Xiaochun (1997). The Chinese sky during the Han: constellating stars and society. Leiden: Brill. ISBN 978-90-04-10737-3.
- „"Almanac" "lunar" zodiac beginning of spring as the boundary dislocation? — China Network”. 16. 2. 2009. Приступљено 5. 1. 2011.
- Franglen, Nora (2013). Simple Guide to Five Element Acupuncture (1st изд.). Singing Dragon. стр. 30—55. ISBN 9781848191860.
- Alan Davidson, Tom Jaine, The Oxford companion to food, p. 305, article on "five grains of China"
- Yang, Lihui, et al. (2005). Handbook of Chinese Mythology. New York: Oxford University Press.  978-0-19-533263-6